# Viaggio in Sicilia e a Malta
Viaggio in Sicilia e a Malta (in inglese A Tour Through Sicily and Malta in a series of letters to William Beckford, Esq. of Somerly in Suffolk; from P. Brydone F.R.S.) è l'unica opera letteraria scritta da Patrick Brydone. È un romanzo epistolare composto da lettere (fittizie) che l'autore avrebbe mandato a William Beckford di Somerley. In realtà, si tratta di una rielaborazione degli appunti del viaggio compiuto realmente dallo scienziato scozzese in Sicilia e a Malta tra il 15 maggio e il 29 luglio 1770.
Si tratta di una delle più importanti opere sul Grand Tour e la prima a proposito delle due isole del Mediterraneo. Ebbe un'eco molto vasta per tutta la fine del Settecento e dell'Ottocento, ma in Italia è stata pubblicata integralmente solo nel Novecento.

## Edizioni
Edizioni in lingua inglese:
- Londra: 16 edizioni tra il 1773 e il 1817
- Dublino: 4 tra il 1774 e il 1780
- Perth: 2 (1791 e 1799)
- Edimburgo: 4 (1791-1840)
- Glasgow: 2 (1807 e 1817)
- Aberdeen: 2 (1848 e 1858)
- Boston: 1 nel 1792
- Greenfield: 1 nel 1798
- New York: 1 nel 1813
- Filadelfia: varie ristampe tra il 1797 e il 1806

Nel 1774 fu pubblicata a Lipsia la traduzione in tedesco di Georg Joachim Zollikofer. Ad Amsterdam, nello stesso anno, venne pubblicata la versione anonima in olandese. Jean Nicolas Demeunier la tradusse in francese e la pubblicò a Parigi nel 1775 ed ebbe nove edizioni. In svedese fu tradotto nel 1791 da Samuel Lorentz Ödmann e in polacco nel 1805. Inoltre, la versione francese ebbe varie edizioni pirata.
La versione integrale in italiano, dopo vari estratti, fu pubblicata nel 1901 da Giorgio Pignatorre ma quasi tutti i volumi vennero distrutti da un incendio nel corso del terremoto di Messina. Nel 1968 ne è stata pubblicata un'altra versione parziale, tradotta da Flavia Marenco e M.Eugenia Zuppelli e nel 2005 quest'ultima versione è stata completata dalla traduzione di Elisabetta Messina.

## Edizioni digitalizzate in lingua inglese
Patrick Brydone, Tour through Sicily and Malta, London, Thomas Cadell, William Davies, 1806. URL consultato il 18 maggio 2016.

## Edizioni in lingua italiana
- Patrick Brydone, Viaggio in Sicilia e a Malta, traduzione di Flavia Marenco, M.Eugenia Zuppelli ed Elisabetta Messina, collana Il viaggio e altro..., Agorà edizioni, 2005,  pp. 237, cap. 38, ISBN 88-87218-93-5.